# Phanerochaetaceae
The Phanerochaetaceae là một họ nấm thuộc bộ Polyporales.

## Chi
- Amethicium
- Antrodiella
- Australicium
- Australohydnum
- Byssomerulius
- Candelabrochaete
- Ceriporia
- Ceriporiopsis
- Climacodon
- Hjortstamia
- Hyphodermella
- Inflatostereum
- Meruliopsis
- Meruliporia
- Phanerochaete
- Phlebiopsis
- Porostereum
- Pouzaroporia
- Rhizochaete
- Roseograndinia
- Terana